# AsiaSat 9
AsiaSat 9 ist ein kommerzieller Kommunikationssatellit der in Hongkong ansässigen Organisation AsiaSat.
Er wurde am 28. September 2017 um 18:52 UTC mit einer Proton-M/Bris-M-Trägerrakete vom Raketenstartplatz Baikonur in eine geostationäre Umlaufbahn gebracht und soll AsiaSat 4 ersetzen.
Der dreiachsenstabilisierte Satellit ist mit 32 Ku-Band, einem Ka-Band und 28 C-Band Transpondern ausgerüstet und soll von der Position 122° Ost aus Asien mit Telekommunikationsdienstleistungen versorgen. Drei Ku-Band Transponder sollen Myanmar, Indonesien und die Mongolei abdecken. AsiaSat 9 wurde auf Basis des Satellitenbus SSL 1300 der Space Systems/Loral gebaut und besitzt eine geplante Lebensdauer von 15 Jahren.